# Андрија Андрејевић (живописац)
Андреја Андрејевић (18. век), познат и као Мајстор Андреја био је иконописац за кога се везују радови у манастиру Враћевшница.

## Биографија
Сликарство учио у очевој радионици у којој је негован сликарски манир Константина Грка, водећег сликара влашког кнеза Константина Бранковеануа. С оцем и сликарима Јованом и Киријаком (Недељко Поповић) живописао обновљену цркву манастира Шемљуг 1730. Са сарадницима Првулом, Недељком (Поповић), Николом (Јанковић), Георгијем (Раните), Филипом Андрејевићем и Шербаном (Поповић), 1737. живописао је обновљену цркву манастира Враћевшница. Око 1736. израдио је живопис у првој зони обновљене припрате манастира Раваница, а 1743. живописао је цркву манастира Месић. Са сликаром Јованом 1768. живописао цркву св. Атанасија и Кирила у Трговишту. Претпоставља се да су његови сарадници око 1750. живописали цркву манастира Бездин. Поштовао је стара иконографска и техничка искуства у осликавању храмова, али се наративним и декоративним сликарским маниром приближио обележјима барокне епохе.
За Андрејевиће са везују и радови на фрескама цркве Лазарице у Крушевцу.